# Polioxietilén(20)-szorbitán-oleát
A polioxietilén(20)-szorbitán-oleát (E433) (más néven Tween 80 vagy poliszorbát 80) egy szintetikus adalékanyag, melyet szorbitból, olajsavból és  etilén-oxidból, szintetikus úton állítanak elő. Az élelmiszerekben E433 néven, emulgeálószerként alkalmazzák. 

## Egészségügyi hatások
Napi maximum beviteli mennyisége 25 mg/testsúlykg. Ez nem csak a polioxietilén(20)-szorbitán-oleátra vonatkozik, hanem együttesen az E430-E436 kódszámú vegyületekre.
Ismert mellékhatása nincs, bár a propilén-glikollal szembeni intoleranciában szenvedő egyének esetén az E430-E436 kódszámú vegyületek fogyasztása nem ajánlott.

## Származása
Általában növényi olajokból származik, de állati eredet nem zárható ki. Az állati zsír semmiféle vizsgálattal sem mutatható ki, a polioxietilén(20)-szorbitán-oleát származásáról csak a gyártója mondhatja meg, hogy van-e benne állati eredetű összetevő.